# María Teresa Torras
Maria Teresa Torras (nhũ danh Maria Teresa Recoder; Villacarlos, Menorca, 2 tháng 1 năm 1927 - Caracas, ngày 7 tháng 3 năm 2009), là nghệ sĩ Tây Ban Nha quốc tịch Venezuela chuyên về điêu khắc, dệt may và kim loại.

## Triển lãm cá nhân
- 2006, Síntesis Geométrica. Galería D'Museo, Venezuela, Venezuela.
- 2001, Lanzas Contra El tiempo. Galería D'Museo, Venezuela, Venezuela.
- 1998, Hạ Código X., Bảo tàng Nghệ thuật Contemporáneo de Caracas Sofía Imber, Caracas.
- 1994, sốt Macabeos, Galería de Arte Nacional, Caracas. Mùi hương Torsos Fragmentados, Galería UNO, Caracas.
- Năm 1990, Nhật Bản Testigos Im lặng, Bảo tàng Bellas Artes, Caracas.
- 1984, Sala Mendoza, Caracas. Bảo tàng Nghệ thuật Hiện đại Mario Mario Abreu, Aragua.
- 1979, Băng Tapices, Galería de Arte / Contacto, Caracas.
- 1976, Joyas, Galería de Arte / Contacto, Caracas.
- Năm 1973, Bảo tàng Nghệ thuật Bellas, San Juan de Puerto Rico. Joyas, Galería de Arte / Contacto, Caracas.
- 1971, Del Del Blanco al Negro, (Dibujos), Galería Track, Caracas.

## Triển lãm nhóm

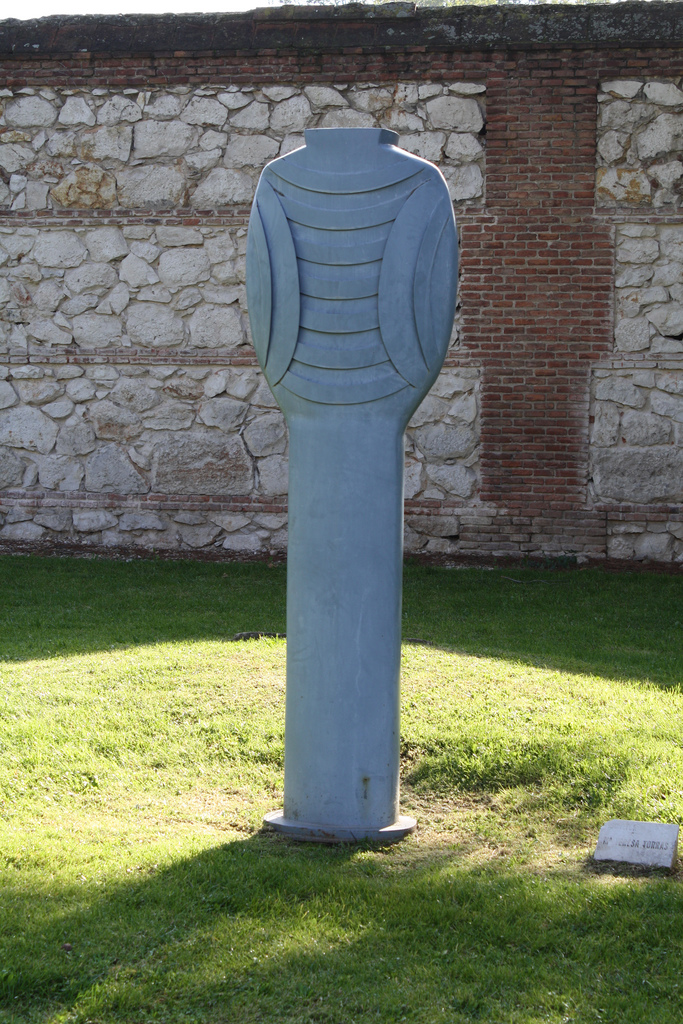
Bảo tàng Escultura al Aire Libre de Alcalá de Henares (1993).

- 1983, II Salón Michoacano Quốc tế del Tapiz en Miniatura, Morelia, Michoacán, México.
- 1983, II Biênal Nacional de Artes Visuales. Bảo tàng Nghệ thuật Contemporáneo de Caracas Sofía Imber. Caracas, Venezuela.
- 1983, X Salón Nacional de las Artes del Fuego, Carabobo, Venezuela
- 1983, XLI Salón Arturo Michelena, Carabobo, Venezuela
- 1982, XL Salón Arturo Michelena, Ateneo de Valencia, Carabobo, Venezuela
- 1982, I Salón Nacional de Esculturas, Museo de Barquisimeto, Lara.
- 1981, 10e Biennale Internationale de la Tapisserie, Musée Cantonal des Beaux-Arts, Lausanne, Suiza.
- 1981, I Bienal de Arte Nacional, Venezuela- Venezuela
- 1981, IV Trienal de Tapicería Thời trang Nghệ thuật và Nhà thiết kế Sợi, Bảo tàng Trung tâm Dệt may, Lódz, Polonia.
- 1978, Nhật ký Tapices, Maison de L'UNedom, Paris, Francia.
- 1978, Nhật Tapices Cảnh, Sala de la Gobernación del Distrito Liên bang, Venezuela, Venezuela
- 1977, Salón de Orfebrería, Bảo tàng Boggio, Venezuela, Venezuela
- 1977, Nhật Tap Tapices, Crucero Culture por el Caribe.
- 1976, IV Salón Nacional de Artes de Fuego, Carabobo, Venezuela
- 1976, I Salón de Orfebrería, Bảo tàng Casa del Correo del Orinoco, Bolívar, Venezuela
- 1975, Nhật ký Tapices, Đại học de Nebraska, Estados Unidos.
- 1975, Banco Central de Venezuela (Organizada por la UNESCO)
- 1974, Hồi Joyas de Venezuela Nghiêng (ONU), Venezuela-Venezuela
- 1974, II Salón nacional de Artes de Fuego, Venezuela-Venezuela
- 1974, Hồi Arte Venezuelaolano, Bảo tàng Arte Moderno, Lima, Perú.
- 1973, XXXI Salón Arturo Michelena, Ateneo de Valencia, Carabobo, Venezuela
- Năm 1972, XXX Salón Arturo Michelena, Ateneo de Valencia, Carabobo, Venezuela
- Năm 1972, Sala Mendoza, Venezuela-Venezuela
- 1969, VII Salón de Arte Thực tế, Barcelona, España
- 1969, Salón Nacional de Dibujo, Bảo tàng Nghệ thuật Bellas, Venezuela, Venezuela
- 1969, XXX Salón Oficial Anual de Arte Venezolano, Caracas.